# Scotinotylus sacratus
Scotinotylus sacratus là một loài nhện trong họ Linyphiidae. Loài này được tìm thấy ở Hoa Kỳ.